# Amietophrynus steindachneri
Amietophrynus steindachneri är en groddjursart som först beskrevs av Pfeffer 1893.  Amietophrynus steindachneri ingår i släktet Amietophrynus och familjen paddor. IUCN kategoriserar arten globalt som livskraftig. Inga underarter finns listade i Catalogue of Life.